# Joe Pera
Joseph Pera (Buffalo, 24 luglio 1988) è un comico, sceneggiatore e attore statunitense. È noto soprattutto per essere il creatore e protagonista di Joe Pera Talks with You trasmesso su Adult Swim.

## Biografia
Joe Pera è nato a Buffalo, New York. Ha studiato cinematografia all'Ithaca College, dove ha gareggiato e vinto tre volte le competizioni di stand-up del college. Si è laureato all'Ithaca College nel 2010, trasferendosi successivamente a New York per dedicarsi alla commedia e esibendosi nei locali.

## Filmografia

### Attore
- The Perfect Sunday – cortometraggio (2012)
- The Chris Gethard Show – serie TV, 4 episodi (2013-2014)
- Love's a Bitch – miniserie TV (2014)
- The Perfect Week – miniserie TV (2014)
- New Timers – serie TV, 2 episodi (2014)
- The Golden Record – cortometraggio (2014)
- Hasta La Vista – cortometraggio (2015)
- The Special Without Brett Davis – serie TV, 1 episodio (2015)
- How to Make It in USA – miniserie TV, 9 episodi (2015)
- A Good Fish – cortometraggio (2015)
- Bev – cortometraggio (2016)
- 5 Doctors, regia di Max Azulay e Matt Porter (2016)
- Little Banks on Wall Street – miniserie TV (2016)
- Joe Pera Helps You Find the Perfect Christmas Tree – speciale televisivo (2016)
- Girls Are Roommates – serie TV, 2 episodi (2017)
- Snowy Bing Bongs Across the North Star Combat Zone – speciale televisivo (2017)
- Crown Prince – cortometraggio (2017)
- Conan – serie TV, 1 episodio (2017)
- Joe Pera Talks with You – serie TV, 32 episodi (2018-2021)
- Townsends – miniserie TV, 3 episodi (2021)
- Search Party – serie TV, 1 episodio (2022)

### Doppiatore
- Joe Pera Talks You to Sleep – speciale televisivo (2016)
- Birds – cortometraggio (2020)
- F Is for Family – serie animata, 6 episodi (2020-2021)
- Bob's Burgers – serie animata, 1 episodio (2022)
- Elemental, regia di Peter Sohn (2023)
- Teenage Euthanasia – serie animata, 1 episodio (2023)

### Sceneggiatore
- The Perfect Sunday – cortometraggio (2012)
- The Perfect Week – miniserie TV (2014)
- The Pancake Breakfast Critic – serie TV (2014)
- The Special Without Brett Davis – serie TV, 1 episodio (2015)
- Joe Pera Talks You to Sleep – speciale televisivo (2016)
- Joe Pera Helps You Find the Perfect Christmas Tree – speciale televisivo (2016)
- Crown Prince – cortometraggio (2017)
- Joe Pera Talks with You – serie TV, 20 episodi (2018-2021)
- Birds – cortometraggio (2020)
- Joe Pera: Slow & Steady – special TV (2013)

### Regista
- Walking in the Snow – cortometraggio (2007)
- The Knights of Death Metal – cortometraggio (2010)
- The Math – cortometraggio (2011)
- The Perfect Sunday – cortometraggio (2012)
- The Goose is Loose – serie TV, 1 episodio (2012)
- The Perfect Week – miniserie TV (2014)
- The Pancake Breakfast Critic – serie TV (2014)
- Joe Pera Talks You to Sleep – speciale televisivo (2016)

## Doppiatori italiani
Da doppiatore è sostituito da:
- Roberto Fidecaro in Elemental